# Dezső ’Sigmond

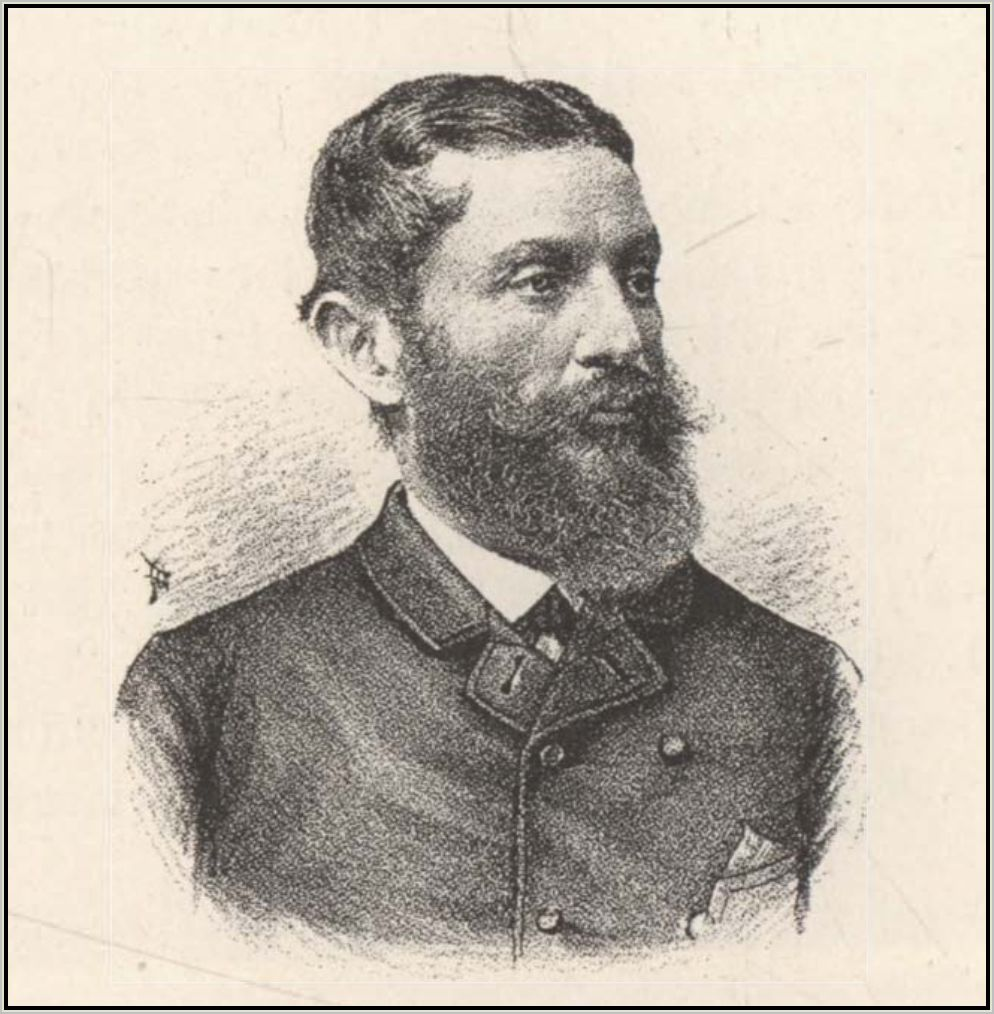
Dezső ’Sigmond

Dezső ’Sigmond von Kisenyed und Alsószentmihályfalva (auch Sigmond, * 1. August 1844 in Marosbogát, Komitat Torda; † 5. August 1906 in Budapest) war ein ungarischer Spirituosenfabrikant, Politiker und Reichstagsabgeordneter.

## Leben
Im Alter von 20 Jahren gründete ’Sigmond mit seinem Bruder die Spirituosenfabrik Sigmond Testvérek, die bald zur größten ihrer Art in Siebenbürgen wurde. Daneben beteiligte er sich auch am wirtschaftlichen Leben der Region und war Präsident der Industrie- und Handelskammer. Von 1884 bis 1896 vertrat er als Reichstagsabgeordneter der Liberalen Partei den Wahlbezirk Kolozsvár II. Er wurde später einer der Präsidenten der Genossenschaft der Spirituosenfabrikanten und erhielt am 23. Juli 1898 den Orden der Eisernen Krone III. Klasse verliehen.